# Дарчыны
Дарчыны (азерб. Darçını) — азербайджанский народный танец.

## Этимология
Название танца связано с азербайджанским названием корицы.

## Музыкальная характеристика
Музыкальный размер — 6/8. Темп — умеренный (Moderato). Лад — раст. Танец обладает жизнерадостной мелодией, носящей юмористический характер. Ноты музыки танца, записанные азербайджанским композитором Саидом Рустамовым, были опубликованы в 1937 году в сборнике «Азербайджанские танцевальные мелодии». Советский этномузыковед Виктор Беляев в предисловии к сборнику писал, что мелодия танца представляет собой один из образцов азербайджанского национального музыкального творчества в области танцевальной мелодии.
Танец отличается короткой мелодией. Здесь отсутствует тематический контраст. В связи с этим самым важным способом исполнения является принцип повторения и вариативности. Это, в свою очередь, как отмечает композитор и музыковед Мехрибан Ахмедова, развивает содержание танца, обогащая её каждый раз новыми красками.

## В культуре
Мелодия танца «Дарчыны» была использована азербайджанским композитором Узеиром Гаджибековым в его оперетте «Не та, так эта» и армянским композитором Александром Спендиаровым в его опере «Алмаст». В оперетте «Не та, так эта» мелодия танца превращена в шуточную песню-диалог в дуэте Мешади Ибада и Рустам-бека.